# Налкорвали
Налкорвали (груз. ნალქორვალი) — село в Грузии, на территории Местийского муниципалитета края (мхаре) Самегрело-Верхняя Сванетия.

## География
Село находится в северо-западной части Грузии, на левом берегу реки Ингури, на расстоянии приблизительно 51 километра (по прямой) к юго-западу от посёлка городского типа Местиа, административного центра муниципалитета. Абсолютная высота — 683 метра над уровнем моря.

## Население
По результатам официальной переписи населения 2014 года в Налкорвали проживало 17 человек (9 мужчин и 8 женщин). В национальной структуре населения грузины составляли 100 %.
| Год  | Население, человек |
| ---- | ------------------ |
| 2002 | 18                 |
| 2014 | ↘ 17               |